# Ohrel (Anderlingen)
Ohrel (niederdeutsch Ohrel) ist ein Ortsteil der Gemeinde Anderlingen im Landkreis Rotenburg (Wümme) in Niedersachsen.

## Geographische Lage
Ohrel liegt in der Stader Geest fünf Kilometer nordöstlich von Selsingen.
Nördlich der Ortslage entspringt der Duxbach, südwestlich liegt das Naturschutzgebiet Haaßeler Bruch. Etwas östlich des Ortes befinden sich zwei Hügelgräber, die als Naturdenkmale eingetragen sind.

## Geschichte
Für das Jahr 1848 wird angegeben, dass Ohrel über 25 Wohngebäude mit 129 Einwohnern verfüge. Zu jener Zeit bildete der Ort mit Ölkershusen und Windershusen einen Gemeindeverband. Am 1. Dezember 1910 hatte der Ort 235 Einwohner.
Am 1. März 1974 wurde die Gemeinde Ohrel nach Anderlingen eingemeindet und in die Samtgemeinde Selsingen eingegliedert.

## Kultur und Sehenswürdigkeiten

### Bauwerke
- Wohn- und Wirtschaftsgebäude Osterberg 11 in Fachwerk, im restlichen Kern von 1697 und damit eines der ältesten Hallenhäuser im Landkreis

### Museen
Mit dem URLA Hus hat Ohrel ein eigenes kleines pädagogisches Museum. Es handelt sich bei dem Gebäude um ein Hallenhaus in Zweiständerbauweise. Das Haus wurde 1805 in der Mitte von Ohrel erbaut und 2000/2001 an seinen heutigen Standort am Ortsrand umgesetzt.